# Erycia
Erycia – rodzaj muchówek z rodziny rączycowatych (Tachinidae).

## Wybrane gatunki
- E. fasciata Villeneuve, 1924
- E. fatua (Meigen, 1824)
- E. festinans (Meigen, 1824)[1]
- E. furibunda (Zetterstedt, 1844)[2]